# Aeropuerto San Bernardo
El Aeropuerto San Bernardo (IATA: MMP, OACI: SKMP) es un aeropuerto que sirve al Distrito de Santa Cruz de Mompós, en el departamento de Bolívar de Colombia. El aeropuerto está a 2 kilómetros (1.2 millas) al noroeste de la ciudad, cerca del río Brazo de Mompox, un brazo del río Magdalena. Tiene una pista con luces de alta intensidad la cual tiene una extensión de 1230 metros, con una elevación de más de 18 metros sobre el nivel del mar.

## Características
- Combustible disponible: 100LL JET-A
- Estacionamiento: Con amarre
- Servicio de fuselaje: Mayor
- Servicio de la central eléctrica: Mayor
- Oxígeno a granel: Alto

## Aerolíneas y destinos

### Pasajeros
| Aerolíneas | Destinos               |
| ---------- | ---------------------- |
| Clic Air   | Medellín–Olaya Herrera |
| SATENA     | Medellín–Olaya Herrera |

### Destinos nacionales
Se brinda servicio a 1 ciudad, dentro del país a cargo de 2 aerolíneas.
| Destino                                                 | Aeropuerto               | Aerolíneas      | Frecuencias semanales |
| ------------------------------------------------------- | ------------------------ | --------------- | --------------------- |
| Medellín                                                | Aeropuerto Olaya Herrera | Clic Air SATENA | 3 2                   |
| Total: 1 destino, 2 aerolíneas, 5 frecuencias semanales |                          |                 |                       |

Próximos destinos
| Destino                                                | Aeropuerto                            | Aerolíneas | Frecuencias semanales |
| ------------------------------------------------------ | ------------------------------------- | ---------- | --------------------- |
| Cartagena de Indias                                    | Aeropuerto Internacional Rafael Núñez | SATENA     | 2                     |
| Total: 1 destino, 1 aerolínea, 2 frecuencias semanales |                                       |            |                       |

## Aeropuertos cercanos
Ordenados por cercanía a 150 km a la redonda:
- Magangué: Aeropuerto Baracoa de Magangué (45 km)
- El Banco: Aeropuerto Las Flores (56 km)
- El Carmen de Bolívar: Aeródromo Montemariano (89 km)
- Corozal/Sincelejo: Aeropuerto Las Brujas (93 km)
- Tolú: Aeropuerto Golfo de Morrosquillo (116 km)
- Aguachica: Aeropuerto Hacaritama (138 km)
- Montería:Aeropuerto Internacional Los Garzones (159 km)